# 8798 Tarantino
8798 Tarantino è un asteroide della fascia principale. Scoperto nel 1981, presenta un'orbita caratterizzata da un semiasse maggiore pari a 3,1648057 UA e da un'eccentricità di 0,1701848, inclinata di 5,27804° rispetto all'eclittica.